# Araneus marmoroides
Araneus marmoroides este o specie de păianjeni din genul Araneus, familia Araneidae, descrisă de Schenkel, 1953. Conform Catalogue of Life specia Araneus marmoroides nu are subspecii cunoscute.